# やじうまワイド
『やじうまワイド』（英称:Yajiuma Wide）は、1985年9月30日から2002年6月29日まで、テレビ朝日系列で放送されていた朝枠の情報・ワイドショー番組である。
それまでに放送された『おはようテレビ朝日』内の「ヤジウマ新聞」というコーナーが単独番組として発足。土曜版は1997年4月から『やじうまサタデー』として放映開始（土曜版も1998年4月に平日版と同じタイトルとなる）。

## 概要
番組は主に各社の新聞を比較し、コメンテーターが解説していく事に重点を置いた。現在、多くの局の朝番組で見られる朝刊チェックはこの番組が元祖である。
『ヤジウマ新聞』開始当初は7:15 - 7:50の35分（後に8:00までの45分）しかなく、『おはようテレビ朝日』を担当していた吉澤一彦（テレビ朝日アナウンサー(当時)）を筆頭に雪野智世（テレビ朝日アナウンサー(当時)）とコメンテーター、芸能ニュース担当の梨元勝等の芸能リポーターで番組を進行。コメンテーターだけではなく、時には芸能リポーター等を巻き込み、スタジオ中の意見が対立して激しい言い合いになる事があり、番組の名物となった。更に司会の吉澤が高圧的、時には大雑把に進行するスタイルが定着した。
1987年9月28日からは関東地区に限り、放送枠を5:30 - 8:30の3時間に拡大。『ANNニュースフレッシュ』『おはよう!CNN』と合わせて内包される形となり、当番組は『やじうまワイド』とタイトルを変更した。
朝ワイド番組の総合司会としては、この3番組と共に内包される新番組『モーニングセンサー』の小澤幹雄（小澤征爾の実弟）と『さわやかトゥデイ』の玉利かおるを迎え、二人は当番組の司会を務めた。吉澤はこの間、メイン司会からは外れ、従来の『やじうま』のパートの司会として雪野に替わり、新たに加わった川瀬眞由美（テレビ朝日アナウンサー(当時)）と共に進行。スポーツニュース コメンテーターとして、日刊スポーツのデスクが出演した。玉利と小澤は『さわやかトゥデイ』、『モーニングセンサー』が『CNNモーニング』に変わった後も総合司会を半年間務め、1990年4月の番組改編で小澤は降板。玉利は『CNNデイブレイク』に異動となった川瀬に代わって、同番組のアシスタントとなった。
1993年4月改編で『スーパーモーニング』開始に伴い、開始時刻を15分繰り上げて、6:45開始となり、終了時間を8:00に30分繰り上げた。番組タイトルは『新やじうまワイド』となり、コメンテーターは2人のレギュラーコメンテーターと芸能リポーターの3人制となった。1996年10月の改編で『やじうま6』と『ANNニュースフレッシュ』と統合して、タイトルは『やじうまワイド』に戻り、5:55開始となった。1998年4月の改編からは土曜日の放送が始まり、週2日は大熊英司（テレビ朝日アナウンサー）が司会を務めた。
『やじうまワイド』の番組ロゴに「SINCE 1981」と付加されていた時期があるが、これは『やじうまワイド』（1987年開始）でも、単独番組としての『ヤジウマ新聞』（1985年開始）でもなく、『おはようテレビ朝日』（1981年開始）を起点にしたものである。
1993年4月2日まではアタック音やBGMなど、番組の効果音の殆どを生放送のエレクトーン奏者が担当していた。これは『おはようテレビ朝日』から引き継いだもので、更に元を辿ると朝日放送の『おはよう朝日です』を範に取ったものである。
番組は2002年6月を以て終了。これにより、吉澤は長年続けてきた朝番組の担当にピリオドを打った。7月からは放送時間帯や核となる新聞紹介はそのままに、出演者など大幅にリニューアルしたワイド番組『やじうまプラス』がスタートした。吉澤は2006年4月3日のリニューアルで『やじうまプラス』に起用され、朝の時間帯に復帰している。

## 放送時間・タイトルの変遷
全てJST
| 期間                          | 月-金曜                 | 土曜日                  | タイトル         |
| ----------------------------- | ----------------------- | ----------------------- | ---------------- |
| 1985年9月30日 - 1986年3月28日 | 07:15 - 07:50（035分）  | （放送なし）            | ヤジウマ新聞     |
| 1986年3月31日 - 1987年9月25日 | 07:15 - 08:00（045分）1 | （放送なし）            | ヤジウマ新聞     |
| 1987年9月28日 - 1993年4月02日 | 07:00 - 08:30（090分）2 | （放送なし）            | やじうまワイド   |
| 1993年4月05日 - 1996年9月27日 | 06:45 - 08:00（075分）3 | （放送なし）            | 新やじうまワイド |
| 1996年9月30日 - 1997年3月28日 | 05:55 - 08:00（125分）4 | （放送なし）            | やじうまワイド   |
| 1997年3月31日 - 1998年3月28日 | 05:54 - 08:00（126分）5 | 07:00 - 08:00（060分）6 | やじうまワイド   |
| 1998年3月30日 - 1998年9月26日 | 05:50 - 08:00（130分）  | 06:45 - 08:00（075分）7 | やじうまワイド   |
| 1998年9月28日 - 2002年6月29日 | 05:50 - 08:00（130分）8 | 05:50 - 08:00（130分）8 | やじうまワイド   |

- 1 『パックンたまご!』の放送終了に伴い、10分拡大。
- 2 『ANNニュースセブン』と『気分はシャッフル』の放送終了により、90分に拡大。
- 3 『スーパーモーニング』放送開始に伴い、15分繰り上げ・15分縮小。
- 4 『やじうま6』と統合。
- 5 『めざましテレビ』に対抗する形で1分繰り上げ。
- 6 『やじうまサタデー』として放送。
- 7 この前に放送された『やじうまサタデー』に変わり、月-金曜版と同じタイトルとなる。
- 8 土曜日は月-金曜と同じ放送時間となる。

### 日曜日
- 1989年1月15日 - 3月19日：11:00 - 11:50（50分）
  - この枠は『やじうま新聞 日曜版』として放送されたが、討論番組の『サンデープロジェクト』（2010年4月からは報道番組の『サンデー・フロントライン』）の開始に伴い、終了。実質的にはつなぎ番組に当たる。
- メインキャスターは渡辺宜嗣（テレビ朝日アナウンサー(当時)）。その他の出演者は不明。
- 朝番組としての放送計画はあったものの、その時間帯はバンダイ提供の特撮・アニメ枠となっており、スポンサーとの兼ね合いで実現は難しい状況にあった（その状況は現在の『グッド!モーニング』でも続いていた）が2017年10月開始の『サンデーLIVE!!』で実現した。

## 歴代の出演者

### 総合司会
| 期間                          | 男性      | 男性      | 男性      | 男性         | 女性                  | 女性                  | 女性                  | 女性         |
| 期間                          | 月・火    | 水・木    | 金        | 土           | 月・火                | 水                    | 木・金                | 土           |
| ----------------------------- | --------- | --------- | --------- | ------------ | --------------------- | --------------------- | --------------------- | ------------ |
| 1985年9月30日 - 1987年3月27日 | 吉澤一彦1 | 吉澤一彦1 | 吉澤一彦1 | （放送なし） | 雪野智世              | 雪野智世              | 雪野智世              | （放送なし） |
| 1987年3月30日 - 1987年9月25日 | 吉澤一彦1 | 吉澤一彦1 | 吉澤一彦1 | （放送なし） | 廣瀬雅子              | 廣瀬雅子              | 廣瀬雅子              | （放送なし） |
| 1987年9月28日 - 1990年3月30日 | 吉澤一彦1 | 吉澤一彦1 | 吉澤一彦1 | （放送なし） | 川瀬眞由美 玉利かおる | 川瀬眞由美 玉利かおる | 川瀬眞由美 玉利かおる | （放送なし） |
| 1990年4月2日 - 1992年10月2日  | 吉澤一彦1 | 吉澤一彦1 | 吉澤一彦1 | （放送なし） | 玉利かおる            | 玉利かおる            | 玉利かおる            | （放送なし） |
| 1992年10月5日 - 1993年4月2日  | 吉澤一彦1 | 吉澤一彦1 | 吉澤一彦1 | （放送なし） | 中條現子              | 中條現子              | 中條現子              | （放送なし） |
| 1993年4月5日 - 1998年3月27日  | 吉澤一彦1 | 吉澤一彦1 | 吉澤一彦1 | （放送なし） | 田中滋実              | 田中滋実              | 田中滋実              | （放送なし） |
| 1998年3月30日 - 1999年4月3日  | 大熊英司  | 吉澤一彦  | 吉澤一彦  | 吉澤一彦     | 田中滋実2             | 田中滋実2             | 中島多圭子3           | 中島多圭子3  |
| 1999年4月5日 - 1999年10月2日  | 吉澤一彦  | 大熊英司  | 吉澤一彦  | 吉澤一彦     | 津島亜由子            | 津島亜由子            | 田中滋実              | 津島亜由子   |
| 1999年10月4日 - 2000年9月30日 | 吉澤一彦  | 大熊英司  | 吉澤一彦  | 吉澤一彦     | 徳永有美              | 津島亜由子            | 津島亜由子            | 津島亜由子   |
| 2000年10月2日 - 2001年3月31日 | 吉澤一彦  | 吉澤一彦  | 大熊英司  | 大熊英司     | 徳永有美              | 津島亜由子            | 津島亜由子            | 津島亜由子   |
| 2001年4月2日 - 2002年6月29日  | 吉澤一彦  | 吉澤一彦  | 大熊英司  | 大熊英司     | 徳永有美              | 徳永有美              | 津島亜由子            | 津島亜由子   |

- 1 『おはようテレビ朝日』から続投。
- 2 1998年10月より『スーパーJチャンネル』も兼務。
- 3 1998年10月より『やじうまサタデー』から続投。

### 天気コーナー担当
| 期間                          | 月・火               | 水 - 金              | 土           |
| ----------------------------- | -------------------- | -------------------- | ------------ |
| 1985年9月30日 - 1998年3月27日 | （女性司会者が担当） | （女性司会者が担当） | （放送なし） |
| 1998年3月30日 - 1998年9月26日 | 伊藤由希子           | 伊藤由希子           | 川北桃子     |
| 1998年9月28日 - 1999年4月3日  | 伊藤由希子           | 伊藤由希子           | 徳永有美     |
| 1999年4月5日 - 2000年4月1日   | 伊藤由希子           | 伊藤由希子           | 川北桃子     |
| 2000年4月3日 - 2000年7月1日   | 山本志織             | 山本志織             | 龍円愛梨     |
| 2000年7月3日 - 2000年9月30日  | 龍円愛梨             | 山本志織             | 龍円愛梨     |
| 2000年10月2日 - 2002年6月29日 | 今山佳奈             | 今山佳奈             | 龍円愛梨     |

### 朝刊コーナー担当
| 期間                          | 月               | 火               | 水               | 木               | 金               |
| ----------------------------- | ---------------- | ---------------- | ---------------- | ---------------- | ---------------- |
| 1987年9月28日 - 1990年3月30日 | 小澤幹雄         | 小澤幹雄         | 小澤幹雄         | 小澤幹雄         | 小澤幹雄         |
| 1990年4月2日 - 1993年4月2日   | 若林正人         | 若林正人         | 若林正人         | 若林正人         | 若林正人         |
| 1993年4月5日 - 1998年3月27日  | （コーナーなし） | （コーナーなし） | （コーナーなし） | （コーナーなし） | （コーナーなし） |
| 1998年3月30日 - 1998年9月25日 | 平石直之1        | 川島淳1          | 古澤琢1          | 勝田和宏1        | 西脇亨輔1        |
| 1998年9月28日 - 1999年4月2日  | 小松靖1          | 古澤琢           | 川島淳1          | 勝田和宏1        | 西脇亨輔1        |
| 1999年4月5日 - 1999年10月1日  | 小松靖           | 小松靖           | 勝田和宏         | 平石直之         | 平石直之         |
| 1999年10月4日 - 2000年3月31日 | 平石直之         | 小松靖           | 勝田和宏         | 勝田和宏         | 平石直之         |
| 2000年4月3日 - 2000年9月29日  | 進藤潤耶         | 富川悠太         | 勝田和宏         | 勝田和宏         | 小松靖           |
| 2000年10月2日 - 2001年3月30日 | 進藤潤耶         | 富川悠太         | 龍円愛梨         | 龍円愛梨         | 小松靖           |
| 2001年4月2日 - 2001年9月28日  | 進藤潤耶         | 富川悠太         | 櫻井健介         | 古澤琢           | 小松靖           |
| 2001年10月1日 - 2002年3月29日 | 小松靖           | 川島淳           | 進藤潤耶         | 古澤琢           | 小松靖           |
| 2002年4月1日 - 2002年6月28日  | 櫻井健介         | 川島淳           | 進藤潤耶         | 古澤琢           | 小松靖           |

- 1 『早起き!チェック』と兼務。

### スポーツコーナー
| 期間                           | 担当者                 | 担当者                 | 担当者                 | 担当者                 | 担当者                 | 担当者                 | コメンテーター                  | コメンテーター         | コメンテーター         | コメンテーター         | コメンテーター | コメンテーター |
| 期間                           | 月                     | 火                     | 水                     | 木                     | 金                     | 土                     | 月                              | 火                     | 水                     | 木・金                 | 土             |                |
| ------------------------------ | ---------------------- | ---------------------- | ---------------------- | ---------------------- | ---------------------- | ---------------------- | ------------------------------- | ---------------------- | ---------------------- | ---------------------- | -------------- | -------------- |
| 1985年9月30日 - 1987年9月25日  | （不在）               | （不在）               | （不在）               | （不在）               | （不在）               | （放送なし）           | （不在）                        | （不在）               | （不在）               | （不在）               | （放送なし）   |                |
| 1987年9月28日 - 1989年9月29日  | 森下桂吉               | 森下桂吉               | 森下桂吉               | 森下桂吉               | 森下桂吉               | （放送なし）           | （不在）                        | （不在）               | （不在）               | （不在）               | （放送なし）   |                |
| 1989年10月2日 - 1990年3月30日  | 田原浩史               | 田原浩史               | 田原浩史               | 田原浩史               | 田原浩史               | （放送なし）           | （不在）                        | （不在）               | （不在）               | （不在）               | （放送なし）   |                |
| 1990年4月2日 - 1992年10月2日   | 飯村真一               | 飯村真一               | 飯村真一               | 飯村真一               | 飯村真一               | （放送なし）           | （不在）                        | （不在）               | （不在）               | （不在）               | （放送なし）   |                |
| 1992年10月5日 - 1993年4月2日   | 国吉伸洋               | 国吉伸洋               | 国吉伸洋               | 国吉伸洋               | 国吉伸洋               | （放送なし）           | （不在）                        | （不在）               | （不在）               | （不在）               | （放送なし）   |                |
| 1993年4月5日 - 1997年3月28日   | （メイン司会者が担当） | （メイン司会者が担当） | （メイン司会者が担当） | （メイン司会者が担当） | （メイン司会者が担当） | （放送なし）           | （不在）                        | （不在）               | （不在）               | （不在）               | （放送なし）   |                |
| 1997年3月31日 - 1998年3月27日  | 大下容子               | 大下容子               | 大下容子               | 大下容子               | 大下容子               | （放送なし）           | （不在）                        | （不在）               | （不在）               | （不在）               | （放送なし）   |                |
| 1998年3月30日 - 1998年9月26日  | 真鍋由                 | 真鍋由                 | 大下容子               | 大下容子               | 野村華苗               | （メイン司会者が担当） | 奥野史子                        | 奥野史子               | 奥野史子               | 奥野史子               | （不在）       |                |
| 1998年9月28日 - 1998年12月30日 | 古澤琢                 | 真鍋由                 | 真鍋由                 | 西脇亨輔               | 中山貴雄1              | 辻よしなり             | 奥野史子                        | 奥野史子               | 奥野史子               | 奥野史子               | （不在）       |                |
| 1999年1月4日 - 1999年4月3日    | 古澤琢                 | 真鍋由                 | 真鍋由                 | 西脇亨輔               | 中山貴雄1              | 藤井暁                 | 奥野史子                        | 奥野史子               | 奥野史子               | 奥野史子               | （不在）       |                |
| 1999年4月5日 - 1999年10月2日   | 徳永有美               | 徳永有美               | 萩野志保子             | 萩野志保子             | 萩野志保子             | 辻よしなり2            | 奥野史子                        | 奥野史子               | 奥野史子               | 奥野史子               | （不在）       |                |
| 1999年10月4日 - 2000年4月1日   | （メイン司会者が担当） | （メイン司会者が担当） | （メイン司会者が担当） | （メイン司会者が担当） | （メイン司会者が担当） | 辻よしなり2            | 奥野史子                        | 奥野史子               | 奥野史子               | 奥野史子               | （不在）       |                |
| 2000年4月3日 - 2001年3月31日   | （メイン司会者が担当） | （メイン司会者が担当） | （メイン司会者が担当） | （メイン司会者が担当） | （メイン司会者が担当） | 辻よしなり2            | ヨーコ・ゼッターランド 野崎靖博 | ヨーコ・ゼッターランド | ヨーコ・ゼッターランド | ヨーコ・ゼッターランド | 野崎靖博       |                |
| 2001年4月2日 - 2002年6月29日   | （メイン司会者が担当） | （メイン司会者が担当） | （メイン司会者が担当） | （メイン司会者が担当） | （メイン司会者が担当） | 辻よしなり2            | 野崎靖博                        | やくみつる             | 金石昭人               | 角盈男                 | 野崎靖博       |                |

- 1 『早起き!チェック』と兼務。
- 2 2000年10月のテレビ朝日退社後は、フリーアナウンサーとして出演。

### コメンテーター
※ここで表記するコメンテーターは後期のもの
| 期間                          | 月                                 | 火                                   | 水                                 | 木                                 | 金                               | 土                                     |
| ----------------------------- | ---------------------------------- | ------------------------------------ | ---------------------------------- | ---------------------------------- | -------------------------------- | -------------------------------------- |
| 1985年9月30日 - 1986年3月28日 | 塩田丸男                           | 三宅久之                             | 栗本慎一郎                         | 久保文男                           | 藤原弘達                         | （放送なし）                           |
| 1986年3月31日 - 1986年9月30日 | 塩田丸男 須藤甚一郎（芸能）        | 三宅久之 梨元勝（芸能）              | 木元教子 高信太郎（芸能）          | 久保文男 ピーコ                    | 藤原弘達 加東康一（芸能）        | （放送なし）                           |
| 1986年10月1日 - 1987年9月25日 | 塩田丸男 須藤甚一郎（芸能）        | 三宅久之 梨元勝（芸能）              | 塩田丸男 福岡翼（芸能）            | 久保文男 高信太郎（芸能）          | 藤原弘達 加東康一（芸能）        | （放送なし）                           |
| 1987年9月28日 - 1989年3月31日 | 塩田丸男 梨元勝（芸能）            | 三宅久之 須藤甚一郎（芸能）          | 久保文男 福岡翼（芸能）            | 長谷川慶太郎 伊藤強（芸能）        | 藤原弘達 加東康一（芸能）        | （放送なし）                           |
| 1989年4月3日 - 1989年9月29日  | 塩田丸男 梨元勝（芸能）            | 三宅久之 須藤甚一郎（芸能）          | 日比野和幸 福岡翼（芸能）          | 長谷川慶太郎 伊藤強（芸能）        | 藤原弘達 加東康一（芸能）        | （放送なし）                           |
| 1989年10月2日 - 1990年3月16日 | 塩田丸男 梨元勝（芸能）            | 三宅久之 須藤甚一郎（芸能）          | 日比野和幸 福岡翼（芸能）          | 長谷川慶太郎 伊藤強（芸能）        | 藤原弘達 樺山紘一                | （放送なし）                           |
| 1990年3月19日 - 1990年3月23日 | 塩田丸男 梨元勝（芸能）            | 三宅久之 須藤甚一郎（芸能）          | 日比野和幸 福岡翼（芸能）          | 長谷川慶太郎 伊藤強（芸能）        | 樺山紘一 小中陽太郎              | （放送なし）                           |
| 1990年3月26日 - 1990年9月28日 | 塩田丸男 梨元勝（芸能）            | 三宅久之 平尾昌晃                    | 日比野和幸 福岡翼（芸能）          | 長谷川慶太郎 伊藤強（芸能）        | 樺山紘一 小中陽太郎              | （放送なし）                           |
| 1990年10月1日 - 1991年3月29日 | 塩田丸男 福岡翼（芸能）            | 三宅久之 平尾昌晃                    | 浅井基文 梨元勝（芸能）            | 長谷川慶太郎 伊藤強（芸能）        | 日比野和幸 樺山紘一              | （放送なし）                           |
| 1991年4月1日 - 1991年6月28日  | 塩田丸男 森田潤                    | 三宅久之 襟川クロ                    | 浅井基文 梨元勝（芸能）            | 三原淳雄 伊藤強（芸能）            | 日比野和幸 福岡翼（芸能）        | （放送なし）                           |
| 1991年7月1日 - 1991年9月27日  | 塩田丸男 森田潤                    | 三宅久之 襟川クロ                    | 浅井基文 梨元勝（芸能）            | 寺谷弘壬 伊藤強（芸能）            | 日比野和幸 福岡翼（芸能）        | （放送なし）                           |
| 1991年9月30日 - 1992年3月27日 | 塩田丸男 伊藤強（芸能）            | 三宅久之 藤田恵子                    | 浅井基文 梨元勝（芸能）            | 長谷川慶太郎 山崎哲                | 日比野和幸 福岡翼（芸能）        | （放送なし）                           |
| 1992年3月30日 - 1993年4月2日  | 塩田丸男 伊藤強（芸能）            | 三宅久之 藤田恵子                    | 浅井基文 福岡翼（芸能）            | 長谷川慶太郎 山崎哲                | 日比野和幸 肥留間正明（芸能）    | （放送なし）                           |
| 1994年10月 - 1995年3月        |                                    |                                      |                                    | 長谷川慶太郎 黒田清 福岡翼（芸能） | 岩見隆夫 大島渚 福岡翼（芸能）   | （放送なし）                           |
| 1998年3月30日 - 1998年9月26日 | 浅井信雄 大谷昭宏 福岡翼（芸能）   | 三宅久之 田畑光永 酒井政利（芸能）   | 岩見隆夫 田畑光永 梨元勝（芸能）   | 黒田清 比留間由哲（芸能）          | 岩見隆夫 大島渚 福岡翼（芸能）   | 三宅久之 北野大 梨元勝（芸能）         |
| 1998年9月28日 - 1999年4月3日  | 浅井信雄 北野大 梨元勝（芸能）     | 三宅久之 田畑光永 酒井政利（芸能）   | 岩見隆夫 大谷昭宏 梨元勝（芸能）   | 島田晴雄 福岡翼（芸能）            | 岩見隆夫 大島渚 福岡翼（芸能）   | 高木勝 黒田清 肥留間正明（芸能）       |
| 1999年4月5日 - 1999年10月2日  | 三宅久之 北野大 梨元勝（芸能）     | 浅井信雄 大澤孝征 酒井政利（芸能）   | 吉永みち子 大谷昭宏 梨元勝（芸能） | 島田晴雄 福岡翼（芸能）            | 岩見隆夫 大島渚 福岡翼（芸能）   | 高木勝 黒田清 宇都木員夫（芸能）       |
| 1999年10月4日 - 2000年4月1日  | 三宅久之 北野大 梨元勝（芸能）     | 大谷昭宏 やくみつる 酒井政利（芸能） | 吉永みち子 大澤孝征 梨元勝（芸能） | 島田晴雄 福岡翼（芸能）            | 岩見隆夫 大島渚 福岡翼（芸能）   | 高木勝 黒田清 宇都木員夫（芸能）       |
| 2000年4月3日 - 2000年7月1日   | 三宅久之 北野大 梨元勝（芸能）     | 大谷昭宏 やくみつる 酒井政利（芸能） | 吉永みち子 大澤孝征 梨元勝（芸能） | 黒田清 福岡翼（芸能）              | 岩見隆夫 大島渚 福岡翼（芸能）   | 高木勝 ねじめ正一                      |
| 2000年7月3日 - 2000年9月30日  | 三宅久之 北野大 梨元勝（芸能）     | 大谷昭宏 やくみつる 酒井政利（芸能） | 吉永みち子 大澤孝征 梨元勝（芸能） | 田中秀征 紀藤正樹 福岡翼（芸能）   | 岩見隆夫 福岡翼（芸能）          | 高木勝 ねじめ正一                      |
| 2000年10月2日 - 2001年3月30日 | 三宅久之 吉永みち子 梨元勝（芸能） | 大谷昭宏 やくみつる 酒井政利（芸能） | 崔洋一 大澤孝征 梨元勝（芸能）     | 田中秀征 紀藤正樹 福岡翼（芸能）   | 岩見隆夫 福岡翼（芸能）          | 高木勝 ねじめ正一                      |
| 2001年4月2日 - 2001年9月29日  | 三宅久之 吉永みち子 梨元勝（芸能） | 嶌信彦 大谷昭宏 酒井政利（芸能）     | 崔洋一 大澤孝征 梨元勝（芸能）     | 田中秀征 紀藤正樹 福岡翼（芸能）   | 岩見隆夫 福岡翼（芸能）          | 高木勝 ねじめ正一 みといせい子（芸能） |
| 2001年10月1日 - 2002年3月30日 | 三宅久之 吉永みち子 梨元勝（芸能） | 嶌信彦 大谷昭宏 酒井政利（芸能）     | 崔洋一 大澤孝征 梨元勝（芸能）     | 田中秀征 紀藤正樹 福岡翼（芸能）   | 岩見隆夫 白石真澄 福岡翼（芸能） | 高木勝 ねじめ正一 みといせい子（芸能） |
| 2002年4月1日 - 2002年6月29日  | 三宅久之 吉永みち子 梨元勝（芸能） | 嶌信彦 大谷昭宏 酒井政利（芸能）     | 浅井信雄 大澤孝征 梨元勝（芸能）   | 田中秀征 紀藤正樹 福岡翼（芸能）   | 岩見隆夫 白石真澄 福岡翼（芸能） | 高木勝 ねじめ正一 みといせい子（芸能） |

- 井上公造
- 水口義朗
- 財部誠一
- 白石さおり

## 歴代のコーナー
- やじうま新聞
- News一面ティーUP
- News一番搾りたて
- Newsアラーム
- 朝刊立ち読み一番

## 歴代のオープニングテーマ
| 歌手名/ユニット名    | 曲名           | 使用期間                      | 備考 |
| -------------------- | -------------- | ----------------------------- | --- |
| インストゥルメンタル | 不明           | 1985年9月30日 - 1993年4月2日  | 『ヤジウマ新聞』時代から使われていたテーマ曲。 シンセサイザーを使った曲。                                       |
| インストゥルメンタル | 不明           | 1993年4月5日 - 1998年3月27日  | 『新やじうまワイド』時代のテーマ曲。 1996年10月にタイトルを『やじうまワイド』に戻った後もそのまま使用している。 |
| ともさかりえ         | 恋してる       | 1998年3月30日 - 9月26日       | |
| 工藤静香             | 一瞬           | 1998年9月28日 - 1999年4月3日  | |
| Sweet velvet         | Lazy Drive     | 1999年4月5日 - 12月31日       | |
| 小松未歩             | BEAUTIFUL LIFE | 2000年1月3日 - 7月1日         | |
| keyco                | 晴れ           | 2000年7月3日 - 9月30日        | |
| the Indigo           | 大切なもの     | 2000年10月2日 - 12月30日      | |
| コブクロ             | Bell           | 2001年1月1日 - 12月1日        | |
| T-SQUARE             | TOYS           | 2001年12月3日 - 2002年6月29日 | |

## ネット局
月-金曜版のネット局のみ記述。
| 放送対象地域  | 放送局           | 系列           | 備考 |
| ------------- | ---------------- | -------------- | --- |
| 関東広域圏    | テレビ朝日       | テレビ朝日系列 | 制作局 |
| 北海道        | 北海道テレビ     | テレビ朝日系列 | 1993年4月に6:45 - 7:15のみネットを開始 1993年10月 - 1997年3月28日はフルネット、1997年3月31日 - 2001年3月30日及び2002年4月1日 - 番組終了は6:45飛び乗り、2001年4月2日 - 2002年3月29日は6:10飛び乗り                                                   |
| 青森県        | 青森朝日放送     | テレビ朝日系列 | 1991年9月30日放送開始（サービス放送期間） |
| 岩手県        | 岩手朝日テレビ   | テレビ朝日系列 | 1996年9月26日放送開始（サービス放送期間） |
| 宮城県        | 東日本放送       | テレビ朝日系列 | 2000年7月25日より6:10飛び乗り |
| 秋田県        | 秋田朝日放送     | テレビ朝日系列 | 1992年9月30日放送開始（サービス放送期間） |
| 山形県        | 山形テレビ       | テレビ朝日系列 | 1993年4月1日のFNSからANNへのネットチェンジから |
| 福島県        | 福島放送         | テレビ朝日系列 | |
| 新潟県        | 新潟テレビ21     | テレビ朝日系列 | 2000年4月3日より6:10飛び乗り |
| 長野県        | 長野朝日放送     | テレビ朝日系列 | 1991年3月28日のサービス放送開始から 1997年12月1日 - 1998年3月27日は6:45 - やじうまNAGANOを放送 1998年10月5日より6:10 - ANNニュースを独立番組として放送ののち、6:20飛び乗り                                                                          |
| 静岡県        | 静岡朝日テレビ   | テレビ朝日系列 | 旧：静岡けんみんテレビ 『ヤジウマ新聞』時代の1985年10月 - 1987年3月にネット その後一旦打ち切られたものの後に再開 6:45 - 7:00はローカル番組「フレッシュ静岡」に差し替え(1993年4月5日 - 1996年9月27日は7:00飛び乗り扱い) 2000年4月3日より6:10飛び乗り |
| 石川県        | 北陸朝日放送     | テレビ朝日系列 | 1991年9月27日放送開始（サービス放送期間） 1996年9月30日より1997年3月28日までは6:45飛び乗り |
| 中京広域圏    | 名古屋テレビ     | テレビ朝日系列 | 1996年10月から前半のみネット開始 |
| 広島県        | 広島ホームテレビ | テレビ朝日系列 | 1996年1月からネット開始 |
| 山口県        | 山口朝日放送     | テレビ朝日系列 | 1993年10月1日放送開始 |
| 香川県 岡山県 | 瀬戸内海放送     | テレビ朝日系列 | 1993年4月からネット開始。1996年9月30日 - 2002年3月29日は6:20飛び乗り |
| 愛媛県        | 愛媛朝日テレビ   | テレビ朝日系列 | 1995年4月3日放送開始 1996年9月30日から1998年10月2日まで6:20飛び乗り |
| 福岡県        | 九州朝日放送     | テレビ朝日系列 | 1998年から5:50 - 6:45のみネット開始 |
| 長崎県        | 長崎文化放送     | テレビ朝日系列 | 1990年3月26日放送開始（サービス放送期間） |
| 熊本県        | 熊本朝日放送     | テレビ朝日系列 | 1989年9月25日放送開始（サービス放送期間） |
| 大分県        | 大分朝日放送     | テレビ朝日系列 | 1993年10月1日放送開始 |
| 鹿児島県      | 鹿児島放送       | テレビ朝日系列 | 7:58から鹿児島ローカルの天気予報を放送していたため、 7:56.45のCM入りで実質飛び降りが最終回まで続いた。(開始時期不明) 2001年10月1日 - 2002年3月29日は6:20飛び乗り。                                                                                  |
| 沖縄県        | 琉球朝日放送     | テレビ朝日系列 | 1995年10月2日放送開始 |

## 備考
- 後期のオープニングタイトルに「SINCE1981」とあるが、これは『おはようテレビ朝日』からのものである。
- 1998年4月-2002年6月の番組終了まで、イメージキャラクターとして馬を擬人化したやじ夫とうま子がおり、オープニング等でCGで登場していた。制作は青木俊直（イラストレーター。『ウゴウゴルーガ』、『なんでもQ』も手掛けた）。この2人のキャラクターは後継の『やじうまテレビ!』の占いコーナーに登場したほか、テレビ朝日の占いのページ「やじ夫とうま子の星占い」でも引き続き使用された。
- 土曜版の朝刊チェックのコーナーでは、月-金曜版と違いBGMがほぼなかったりした時期があった。これは『やじうまプラス』になってからも続いた。
- 1995年1月17日に発生した阪神・淡路大震災ではキャスター陣はそのままで、ニューススタジオから「ANN報道特別番組」として放送した（当時未ネットのHTB・NBN・ABC・KBCなどに配慮して『やじうま』のタイトルを出さず、本番組は中止扱い）。翌日も同様に「ANN報道特別番組」として当番組のフォーマットで放送され、被災地元局のABCでもネットされた。
- 2001年9月12日放送分は、日本時間の11日夜に発生したアメリカ同時多発テロの緊急特別番組を夜通し放送したために中止となった。同様の休止はスペースシャトル・チャレンジャー号爆発事故の時にもなされ、緊急特別番組は名古屋テレビでもネットされた。
- 末期は朝日ニュースターで8:55からディレイネットされていた。この頃地上波では途中に挿入されている『ANNニュース』はカットして放送していたが、『ANNニュース』の天カメによる5秒エンディング（地上波ではスポンサークレジットを兼ねておりニュースターでは字幕なし）だけは放送されており、また送出システムの関係上モノステレオ放送が実施されていた。